# Tomás O’Leary
Tomás O’Leary (* 22. Oktober 1983 in Cork) ist ein ehemaliger irischer Rugby-Union-Spieler. Er spielt als Gedrängehalb für die irische Nationalmannschaft und die Provinzauswahl Munster Rugby.

## Biografie
Der Sohn des bekannten Hurling-Spielers Seánie O’Leary begann während der Schulzeit Rugby zu spielen und durchlief die Jugendnationalmannschaften des Landes. 2004 erreichte er mit der U21-Nationalmannschaft das Finale der Juniorenweltmeisterschaft in Glasgow, das mit einer 17:49-Niederlage gegen Neuseeland endete. Im August 2005 wurde O’Leary in den Kader der Provinzauswahl Munster Rugby berufen und spielte an seinem 22. Geburtstag seine erste Partie als Profispieler im Heineken Cup auswärts gegen die Sale Sharks. Er trug maßgeblich dazu bei, dass Munster in der Saison 2005/06 und vor allem in der Saison 2007/08 den Heineken Cup für sich entscheiden konnte. Ebenso gewann er mit Munster den Meistertitel der Pro 12 in den Saisons 2008/09 und 2010/11.
Am 26. Mai 2007 gab O’Leary sein Debüt für die irische Nationalmannschaft als Einwechselspieler gegen Argentinien. Seit den End-of-year Internationals 2008 gehörte er zur Stammformation Irlands und er war auch Teil des Kaders, der beim Six Nations 2009 den Grand Slam schaffte. Folglich erhielt er eine Nomination für die Tour der British and Irish Lions nach Südafrika. Er brach sich jedoch im Ligaspiel gegen die Scarlets einen Knöchel und fiel für die restliche Saison und den Sommer aus. Beim Six Nations 2010 wurde O’Leary für seine herausragende Leistung beim 27:12-Sieg gegen Wales im Croke Park zum „Man of the Match“ gewählt. Im Oktober 2010 brach er sich in einem Spiel gegen Leinster Rugby den Daumen und fiel für acht Wochen aus. Er erholte sich und spielte beim Six Nations 2011 gegen Italien und Frankreich, doch Rückenschmerzen und eine Augenverletzung, die er sich im Training zugezogen hatte, schlossen ihn vom Rest des Turniers aus. Im August 2011 folgte die Einberufung in den Trainingskader für die Weltmeisterschaft 2011, O’Leary schaffte es jedoch nicht in den endgültigen Kader. Sein letztes Länderspiel bestritt er am 17. März 2012 auswärts gegen England.
Der französische Fernsehsender Canal+ berichtete im Februar 2012, dass O’Leary einen Zweijahresvertrag beim französischen Verein USA Perpignan unterschrieben habe. Tatsächlich scheiterten die Verhandlungen und O’Leary wechselte stattdessen zu Beginn der Saison 2012/13 nach England zu London Irish. Eine Rückenverletzung im Dezember 2012 zwang ihn zu einer sechsmonatigen Pause. 2015 kehrte er für eine Saison zu Munster zurück, 2016 folgte der Wechsel nach Frankreich zum Montpellier Hérault Rugby. O’Leary trat Ende der Saison 2016/17 vom Spitzensport zurück. Er ließ sich zum Lehrer ausbilden und unterrichtet seit 2020 Englisch und Geografie an seinem früheren Gymnasium in Cork, ebenso ist er als Juniorentrainer tätig.